# Geometrische fase
De geometrische fase of Berry's phase is een begrip uit de kwantummechanica. Het is een fase die kwantumtoestanden verkrijgen wanneer zij adiabatische processen ondergaan, als gevolg van de geometrische eigenschappen van de parameterruimte van de Hamiltoniaan. Het verschijnsel is genoemd naar Sir Michael Berry.
Golven worden gekarakteriseerd door amplitude en fase. De geometrische fase treedt op wanneer de parameters waarvan de golffunctie afhankelijk is, tegelijk maar zeer traag (adiabatisch) worden veranderd (bijvoorbeeld door rotatie of translatie), en uiteindelijk weer in de begintoestand worden gebracht. Intuïtief zou men verwachten dat de golffuncties dan ook terugkeren tot hun begintoestand (afgezien van een tijdsafhankelijke fasefactor), maar wanneer de verandering van de parameters een lus is, en niet hetzelfde pad heen en terug wordt gevolgd, verkrijgt het systeem een extra fasefactor: de geometrische fase.
De geometrische fase duikt onder andere op in de theorie van het Aharonov-Bohm-effect en bij conische intersecties van potentiële-energieoppervlakken. In het geval van het Aharonov-Bohm-effect is de adiabatische parameter het magnetisch veld in een solenoïde. In het geval van de conische intersectie zijn de adiabatische parameters de moleculaire coördinaten. Buiten de kwantummechanica komt de geometrische fase ook voor in andere golfsystemen, zoals klassieke optica.
Om de geometrische fase in een golfsysteem te meten, is een interferentie-experiment nodig. De slinger van Foucault is een voorbeeld van de Hannay-hoek uit de klassieke mechanica, het klassiek-mechanische equivalent van de geometrische fase.